# 魔境传说
《魔境传说》是1982年（昭和57年）5月5日至同年12月24日在日本テレビ系放送由国際映画社制作的机器人动画。全24話。放送時間开始到第12話时毎週水曜日19：00 - 19：30，到第13話変更至毎週金曜日17：00 - 17：30放送。

## 介绍
在數萬年前的超古代文明留下了神秘寶藏Kuwasuchika，很多人追求此寶藏，當中海洋富商蘭堂 達也也想。所以蘭堂和子女等一家人，駕駛机器人Acrobunch巡迴世界各地。但在地底的Goblin一族也需要Kuwasuchika的力量回到地面，所以雙方展開了的爭奪戰。